# Firmin Flamand
Firmin Flamand var en belgisk bågskytt. 
Flamand deltog vid olympiska sommarspelen 1920, där han tog två guld och ett brons.